# Philothis reichardti
Philothis reichardti är en skalbaggsart som beskrevs av Kryzhanovskij 1966. Philothis reichardti ingår i släktet Philothis och familjen stumpbaggar. Inga underarter finns listade i Catalogue of Life.